# Operation Samsø
|  | Denne artikel er oprettet af botten Steenthbot ud fra en ekstern database. Den kan derfor have sproglige fejl eller mangler. Denne skabelon kan fjernes efter kontrol af indholdet. |

Operation Samsø er en dansk dokumentarisk optagelse fra 1948.

## Handling
Hjemmeværnsøvelse på Samsø i dagene 12-13/6 1948. Der redegøres for hele grundlaget for øvelsen i indledende tekst. Øvelsen afsluttes med efterkritik ved generalmajor Møller. Trætte deltagere sejles tilbage til fastlandet.